# Ditassa dardanoi
Ditassa dardanoi là một loài thực vật có hoa trong họ La bố ma. Loài này được T.U.P.Konno & Wand. mô tả khoa học đầu tiên năm 2004.